# 노랑배나무타기쥐
노랑배나무타기쥐(Rhipidomys ochrogaster)는 비단털쥐과에 속하는 수상성 설치류이다. 페루 남동부 지역에서만 발견되며 해발 1,830m 높이의 운무림에서 서식한다. 2010년 5월 재발견되기 전까지 모식표본 한 점만이 오랫동안 알려져 있었다.